# Invariància rotacional
En matemàtiques, es diu que una funció definida en un espai de producte interior té invariància rotacional si el seu valor no canvia quan s'apliquen rotacions arbitràries al seu argument.

## Matemàtiques

### Funcions
Per exemple, la funció
{\displaystyle f(x,y)=x^{2}+y^{2}}
és invariant en les rotacions del pla al voltant de l'origen, perquè per a un conjunt de coordenades girat a través de qualsevol angle θ
{\displaystyle x'=x\cos \theta -y\sin \theta }
{\displaystyle y'=x\sin \theta +y\cos \theta }
la funció, després d'alguna cancel·lació de termes, pren exactament la mateixa forma
{\displaystyle f(x',y')={x}^{2}+{y}^{2}}
La rotació de les coordenades es pot expressar mitjançant la forma de matriu utilitzant la matriu de rotació ,
{\displaystyle {\begin{bmatrix}x'\\y'\\\end{bmatrix}}={\begin{bmatrix}\cos \theta &-\sin \theta \\\sin \theta &\cos \theta \\\end{bmatrix}}{\begin{bmatrix}x\\y\\\end{bmatrix}}.}
o simbòlicament 'x' = Rx. Simbòlicament, la invariància de rotació d'una funció de valor real de dues variables reals és
{\displaystyle f(\mathbf {x} ')=f(\mathbf {Rx} )=f(\mathbf {x} )}
En paraules, la funció de les coordenades girades pren exactament la mateixa forma que amb les coordenades inicials, l'única diferència és que les coordenades girades substitueixen les inicials. Per a una funció de valor real de tres o més variables reals, aquesta expressió s'estén fàcilment utilitzant matrius de rotació adequades.
El concepte també s'estén a una funció de valor vectorial f d'una o més variables;
{\displaystyle \mathbf {f} (\mathbf {x} ')=\mathbf {f} (\mathbf {Rx} )=\mathbf {f} (\mathbf {x} )}
En tots els casos anteriors, els arguments (aquí anomenats "coordenades" per a la concreció) es giren, no la funció en si.

## Física
En física, si un sistema es comporta igual independentment de com estigui orientat a l'espai, aleshores el seu Lagrangià és rotacionalment invariant. Segons el teorema de Noether, si l'acció (la integral al llarg del temps del seu Lagrangià) d'un sistema físic és invariant en rotació, llavors el moment angular es conserva.

### Aplicació a la mecànica quàntica
En mecànica quàntica, la invariància rotacional és la propietat que després d'una rotació el nou sistema encara obeeix l'equació de Schrödinger. És a dir
{\displaystyle [R,E-H]=0}
per a qualsevol rotació R. Com que la rotació no depèn explícitament del temps, es desplaça amb l'operador energètic. Així, per a la invariància rotacional hem de tenir [ R , H ] = 0.
Per a rotacions infinitesimals (en el pla xy per a aquest exemple; es pot fer de la mateixa manera per a qualsevol pla) per un angle dθ l'operador de rotació (infinitesimal) és
{\displaystyle R=1+J_{z}d\theta \,,}
aleshores
{\displaystyle \left[1+J_{z}d\theta ,{\frac {d}{dt}}\right]=0\,,}
així
{\displaystyle {\frac {d}{dt}}J_{z}=0\,,}
és a dir, es conserva el moment angular.